# Nikos Belogiannis

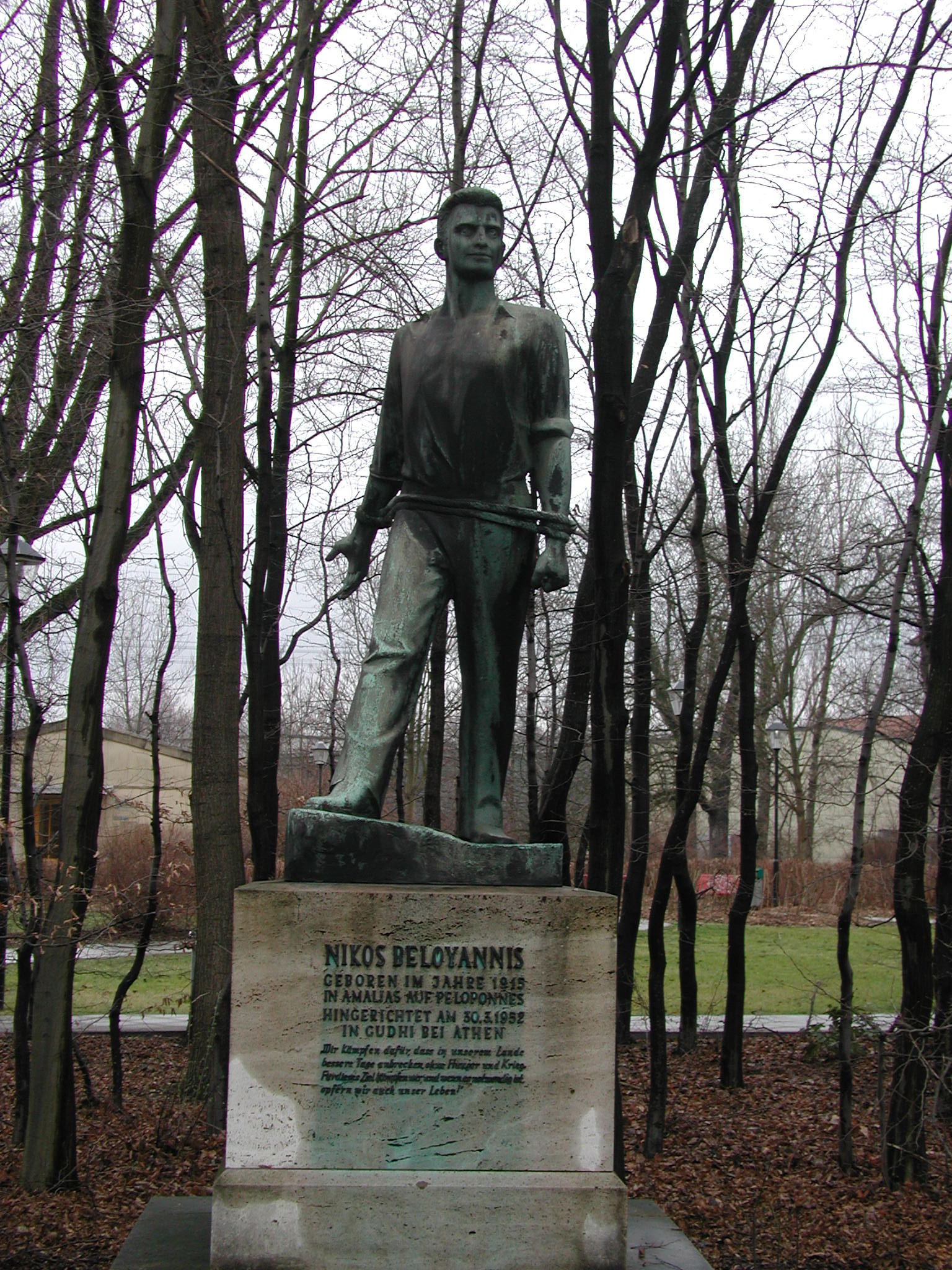
Denkmal für Belogiannis in Berlin

Nikos Belogiannis (griechisch Νίκος Μπελογιάννης, auch Belojannis oder Beloyannis transkribiert; * 22. Dezember 1915 in Amaliada, Peloponnes; † 30. März 1952 in Goudi) war ein griechischer Kommunist und Widerstandskämpfer.

## Leben

### Wirken

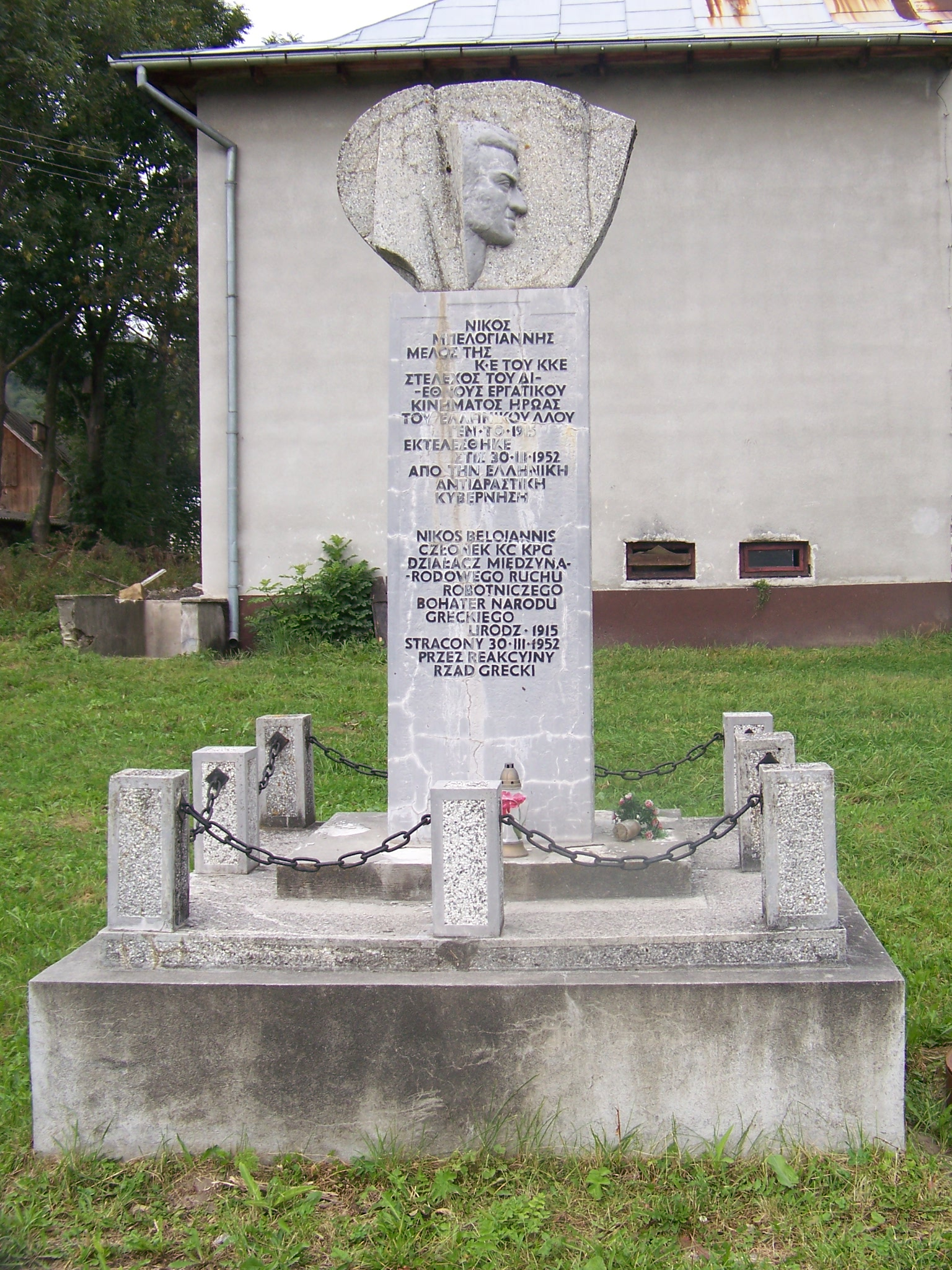
Denkmal für Belogiannis in Polen (Krościenko)

Belogiannis trat 1932 dem Kommunistischen Jugendverband Griechenlands (OKNE) bei. Sein im gleichen Jahr begonnenes Jurastudium konnte er aufgrund der Kommunistenverfolgung nicht fortsetzen. 1934 wurde er Mitglied der Kommunistischen Partei Griechenlands (KKE), die ihn im darauf folgenden Jahr zum Sekretär seiner Ortsorganisation wählte. Im März 1936 wurde Belogiannis wegen der Organisation von Streiks erstmals inhaftiert, für ein Jahr verbannt, und in Abwesenheit zu zwei Jahren Haft verurteilt. Nach seiner erfolgreichen Berufung gegen das Urteil musste er wieder freigelassen werden.
Nach dem Putsch am 4. August 1936 wurde die kommunistische Partei verboten. Belogiannis setzte unter illegalen Bedingungen den Kampf gegen Faschismus und Krieg fort. Im Dezember 1936 wurde er jedoch vom Metaxas-Regime inhaftiert. Im Juni 1937 kehrte er nach Patras zurück und übernahm dort die Führung der illegalen KKE. 1938 wurde er erneut verhaftet und verurteilt, diesmal zu fünf Jahren Haft und zwei Jahren Verbannung. Die Haftzeit verbrachte er im Akronauplia-Gefängnis (Nauplion) und blieb auch dort, als Griechenland 1941 von deutschen Truppen besetzt wurde. Er konnte 1943 fliehen und schloss sich der Partisanenbewegung ELAS unter Aris Velouchiotis an. Er war Funktionär der kommunistischen Demokratischen Armee Griechenlands (Dimokratikos Stratos Elladas, DSE) und verließ das Land nach deren Niederlage im Griechischen Bürgerkrieg 1949.
Im Juni 1950 kehrte Belogiannis illegal nach Griechenland zurück, um die Athener Ortsgruppe der – illegalen – Kommunistischen Partei Griechenlands wiederaufzubauen. Er wurde am 20. Dezember 1950 festgenommen und vor ein Kriegsgericht gestellt, das ihn der Tätigkeit für eine verbotene Partei und der Spionage für die Sowjetunion beschuldigte. Der Prozess, in dem insgesamt 94 Personen angeklagt waren, begann am 19. Oktober 1951. Zu den Richtern gehörte auch der spätere Führer der griechischen Militärdiktatur Georgios Papadopoulos.
Da Belogiannis, der alle Beschuldigungen bestritt, vor Gericht stets mit einer Nelke in der Hand auftrat, wurde er als „Mann mit der Nelke“ bekannt und auch in einer Skizze Pablo Picassos abgebildet.
Trotz internationaler Gnadengesuche wurden Belogiannis und drei seiner Mitangeklagten zum Tode durch Erschießen verurteilt und am 30. März 1952 in einer nächtlichen Geheimaktion hingerichtet. Zu den Intervenienten gehörten u. a. Charles de Gaulle, viele bekannte Persönlichkeiten Frankreichs und 159 Abgeordnete der beiden großen Parteien Englands. Den Protesten hatten sich auch so bekannte Personen wie Pablo Picasso, Charlie Chaplin, Jean Cocteau und Jean-Paul Sartre angeschlossen.

### Rezeption
Belogiannis wurde als einer der großen Helden der griechischen Kommunisten und deren Sympathisanten auch im Ostblock durch vielfache Namenspatenschaften, durch die Errichtung eines Denkmals auf dem Gelände der Hochschule für Ökonomie in Berlin-Karlshorst geehrt und auch als literarische Gestalt verewigt. Nach ihm wurde auch das ungarische Dorf Beloiannisz benannt, in dem geflüchtete griechische Kommunisten von 1949 bis zum Ende der griechischen Militärdiktatur 1974 lebten.
Das Ende seines Wirkens in der Partei, seine Festnahme, sein Prozess einschließlich seines flammenden Plädoyers für den Sozialismus sowie den Widerstand gegen die deutsche Besatzung und seine Hinrichtung wurden in dem Spielfilm „Ο άνθρωπος με το γαρύφαλλο“ (Der Mann mit der Nelke) dokumentiert.

### Persönliches
Verheiratet war Belogiannis mit der Widerstandskämpferin Elli Pappa, mit der er einen gemeinsamen Sohn hatte. Elli Pappa war die Schwester der Schriftstellerin Dido Sotiriou, die über den Prozess und die Hinrichtung Belogiannis’ das Buch Das Gebot schrieb.

## Belege
1. ↑  Sophia Georgalidis: Dido Sotiriou: Leben und Werk. »Kahrolsun sebep olanlar« oder: Sucht immer nach den Ursachen und den Schuldigen! In: Verein Die Brücke e. V. (Hrsg.): Die Brücke. Forum für antirassistische Politik und Kultur. Jg. 24, Heft 135, 2005, ISSN 0931-9514, Rubrik Medien-Kultur-Schau (bruecke-saarbruecken.de [abgerufen am 16. September 2019] Jan–Feb–Mär 2005/1).
2. ↑  Nâzim Hikmet: Die Luft ist schwer wie Blei. 4., überarb. Auflage. Dağyeli, Berlin 2014, ISBN 978-3-935597-19-7, S. 166–167 (türkisch: Hava kurşun gibi ağır. Übersetzt von Helga Dağyeli-Bohne, Yıldırım Dağyeli, Gedichte türkisch, deutsch).

| Personendaten    | Personendaten                                                          |
| ---------------- | ---------------------------------------------------------------------- |
| NAME             | Belogiannis, Nikos                                                     |
| ALTERNATIVNAMEN  | Belojannis, Nikos; Beloyannis, Nikos; Μπελογιάννης, Νίκος (griechisch) |
| KURZBESCHREIBUNG | griechischer Kommunist und Widerstandskämpfer                          |
| GEBURTSDATUM     | 22. Dezember 1915                                                      |
| GEBURTSORT       | Amaliada                                                               |
| STERBEDATUM      | 30. März 1952                                                          |
| STERBEORT        | Goudi                                                                  |